# Giugurta
Giugurta (160 a.C. circa – Roma, 104 a.C.) è stato un condottiero e sovrano berbero, re di Numidia.

## Biografia

### Premessa storica
I Numidi erano una popolazione berbera del Nordafrica divisa in due regni (i Massili a est e i Massesili a ovest) fino a che il regno non venne unificato da Massinissa, alleato dei Romani, nel 206 a.C. (seconda guerra punica). Le dimensioni del regno all'epoca abbracciavano, grosso modo, la moderna Algeria.

### Primi anni
Micipsa succedette, nel 148 a.C., a re Massinissa, assieme ai suoi fratelli Gulussa e Mastanabale. Giugurta, figlio illegittimo di quest'ultimo, alla morte del padre fu adottato da Micipsa e inviato in Spagna dove combatté con i Romani agli ordini di Publio Cornelio Scipione l'Emiliano, nella campagna che si concluse con la distruzione di Numanzia, capitale iberica. Nell’esercito di Scipione Emiliano serviva anche Gaio Mario e si racconta che i due si fossero conosciuti già in quella circostanza.

### Scontro con Roma
Nel 118 a.C. morì Micipsa, che lasciò in eredità il regno ai figli Aderbale e Iempsale e al nipote Giugurta. Dal momento che Micipsa non aveva previsto una divisione del territorio, cominciarono le dispute tra i tre eredi. 
Iempsale considerava il cugino Giugurta un intruso e reclamò la divisione del regno in due sole parti, dando l'altra al fratello Aderbale. Giugurta, fingendo di voler trattare con lui, lo invitò a casa sua, ma poi, con una trappola, lo fece assassinare. In seguito mosse guerra al fratello dell'ucciso, Aderbale, che sconfitto fuggì a Roma per chiedere aiuti. Ma Giugurta, saputo tutto ciò, lo anticipò inviando a Roma un'ambasciata carica di doni per guadagnare alla sua causa gli uomini più influenti dell'Urbe. Il Senato per questo motivo accolse freddamente il giovane figlio di Micipsa, limitandosi a creare una commissione con a capo Lucio Opimio col compito di dividere la Numidia fra Aderbale e Giugurta. Quest'ultimo lo corruppe senza difficoltà ottenendo l'assegnazione della parte di paese più ricca.
Giugurta non si accontentò nemmeno di questa divisione e nel 113 a.C. attaccò nuovamente Aderbale. Questi si rifugiò a Cirta, odierna Costantina, allora abitata da molti commercianti italici e romani. Questi consigliarono Aderbale di cedere la città al nemico e di rimettersi alla giustizia di Roma. Aderbale, cedendo alle loro pressioni, consegnò la città a Giugurta col patto che risparmiasse la popolazione. Giugurta promise ma, una volta entrato in città, uccise ogni abitante armato e fece crocifiggere Aderbale. Massacrò anche i commercianti italici e romani che avevano consigliato la resa.
Roma gli dichiarò guerra (111 a.C.) e inviò in Africa un esercito comandato dal console Lucio Calpurnio Bestia. L'esercito romano riuscì a conquistare parecchie città ma improvvisamente Calpurnio Bestia sospese le operazioni di guerra e concluse con Giugurta un trattato (111 a.C.) che non puniva il re numida e anzi gli consentiva di entrare in possesso delle province usurpate. Si pensa che Giugurta avesse corrotto anche lui (il fatto è in realtà attestato da Sallustio in "La guerra giugurtina, 29, 1-3).
A Roma il tribuno Caio Memmio riuscì a ottenere l'apertura di un'inchiesta sulla strage di Cirta e fu inviato in Africa il pretore Lucio Cassio Longino con lo scopo di condurre a Roma Giugurta affinché rispondesse di tutte le accuse che gli erano mosse. Rassicurato da Longino che non gli sarebbe stato fatto alcun male, Giugurta si presentò a Roma, e qui corruppe l'altro tribuno, Caio Bebio, che pose il veto sull'interrogatorio. Così il processo fu interrotto fra l'indignazione e le proteste popolari.
Una volta a Roma, Giugurta organizzò anche l'uccisione di Massiva, un altro nipote di Massinissa pretendente al trono che viveva nell'Urbe. Giugurta fu scoperto e dovette fuggire.
A Roma si gridò allo scandalo. Le operazioni in Africa ripresero sotto il comando del console Spurio Postumio Albino (110 a.C.), il quale tuttavia trascorse l'anno in maniera infruttuosa, ed alla data delle elezioni tornò a Roma lasciando al comando il proprio fratello Aulo Postumio Albino, come legato. Aulo Postumio Albino tentò dapprima di impadronirsi della fortezza di Suthal, dov'erano custoditi i tesori del re, poi si diede a inseguirlo. Non lungi da Calama il campo romano fu invaso per tradimento e i legionari, accerchiati sui colli vicini, furono costretti a una resa e a una pace infamanti. La notizia del disastro sollevò un'ondata di sdegno che portò alla creazione di un tribunale speciale per processare quanti si erano fatti corrompere.
La pace conclusa da Aulio Postumio venne dichiarata nulla e fu inviato in Africa il console Quinto Cecilio Metello, il quale sconfisse ripetutamente Giugurta. Quando anche la ricca città di Tala cadde nelle mani dei romani, Giugurta riparò nel territorio dei Getuli, dove ottenne l'appoggio del suocero Bocco, re della Mauritania.
Cominciò la guerriglia, che si prolungò per tutto il 108 a.C. Così, in via straordinaria, venne prorogato anche il mandato di Metello. Per contrastare la proroga dei poteri a Metello anche per l'anno seguente (107 a.C.), i popolari proposero come secondo console Gaio Mario, che aveva già combattuto in Africa come luogotenente di Metello. Gaio Mario vinse le elezioni (107 a.C.) e riuscì a ottenere un mandato speciale per proseguire la guerra africana al posto di Metello. Mario riuscì a riprendere le città e i paesi in mano agli insorti. Quando conquistò anche Cirta, Bocco decise di abbandonare il genero, consegnandolo al questore di Mario, Lucio Cornelio Silla. Questo episodio segnò la fine della guerra giugurtina (105 a.C.).

### Prigionia e morte
Giugurta fu portato a Roma per accompagnare il trionfo di Mario, in catene, malvestito, trascinato dal carro, e, quindi, gettato in una cella a fossa del Carcere Mamertino, dove venne strangolato da un legionario (secondo Eutropio) o fatto morire di inedia (secondo Plutarco). La Numidia orientale venne data a Gauda, altro discendente di Massinissa, poco pericoloso e piuttosto incapace; la metà occidentale, invece, venne consegnata a Bocco come premio per il suo aiuto.

## Nella cultura di massa
Le vicende della guerra contro Giugurta sono trattate nel Bellum Iugurthinum dello storico Sallustio. A Giugurta, o meglio alla sua morte in carcere, ha inoltre dedicato un suo poemetto in latino, di 131 esametri, Giovanni Pascoli (Iugurtha, 1896). 

## Nomi collegati
- Numidia
- Massinissa
- Bocco I
- Gauda
- Guerre puniche
- Tavoliere di Jugurtha